# Laura Battiferri

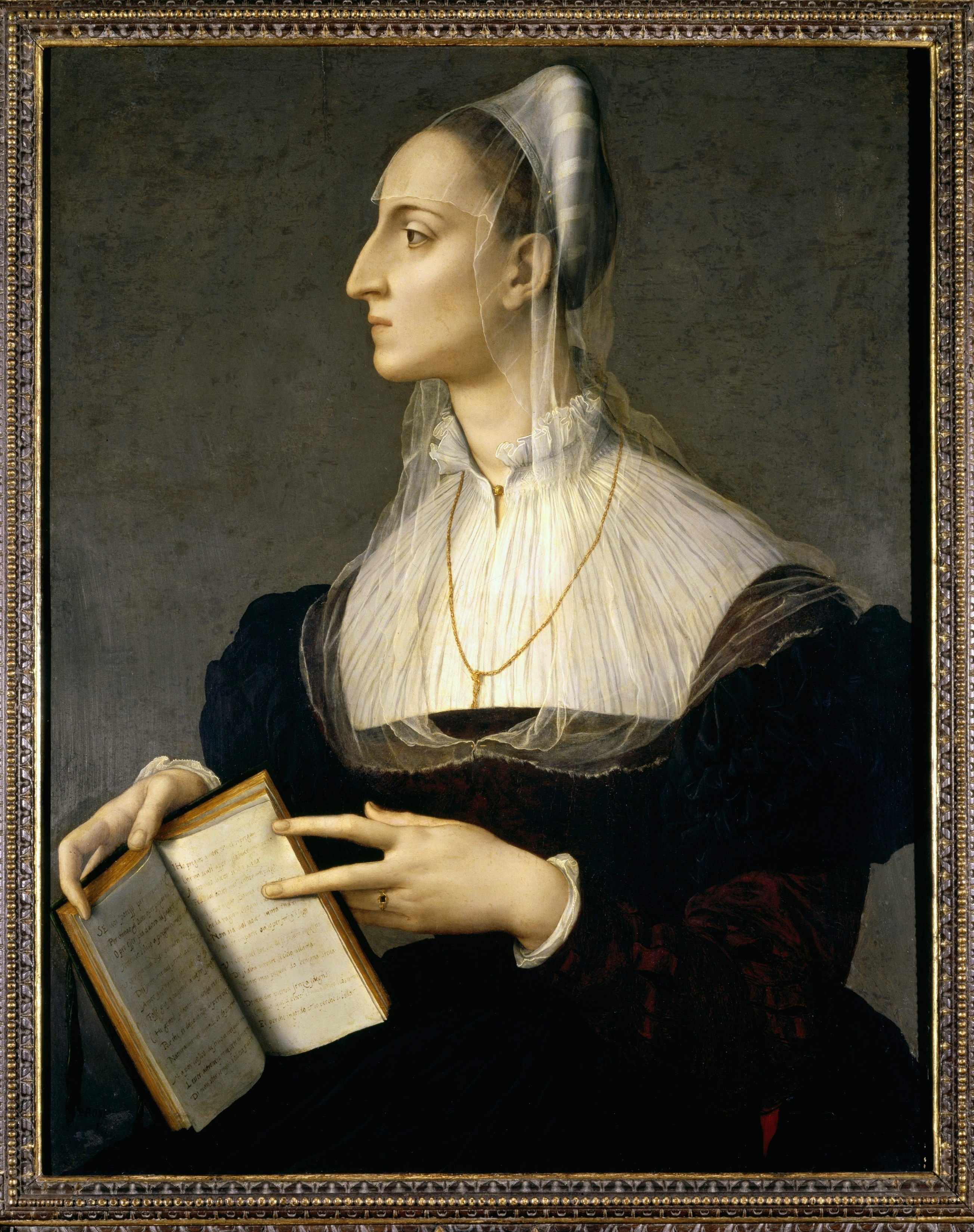
Agnolo Bronzino, Ritratto di Laura Battiferri, Palazzo Vecchio, Firenze

Laura Battiferri (Sassocorvaro, 13 novembre 1523 – Firenze, 3 novembre 1589) è stata una poetessa italiana.

## Biografia
Marchigiana nata a Sassocorvaro nel 1523, fu la figlia naturale, ma legittimata, del nobile urbinate Giovanni Antonio Battiferri, parente di due medici illustri, Iacopo e Matteo Battiferri, e di Maddalena Coccapani originaria di Carpi in Emilia-Romagna. Compiuti buoni studi umanistici, sposò il bolognese Vittorio Sereni e, rimasta presto vedova, il 17 aprile 1550 si risposò con Bartolomeo Ammannati, famoso architetto e scultore fiorentino. Non ebbe figli.
Appassionata di letteratura e poetessa lei stessa, nella villa che il marito possedeva a Maiano accoglieva un circolo di umanisti, artisti e poeti, quali Agnolo Bronzino (che la ritrasse), Annibal Caro, Benvenuto Cellini, Luca Martini, Bernardo Tasso, Baccio Valori, Benedetto Varchi, Pier Vettori e altri.
Accompagnò qualche volta il marito nei suoi trasferimenti di lavoro: nel 1552 era a Roma, poi a Venezia e a Padova. Nel 1560 pubblicò presso l'editore fiorentino Giunti la raccolta poetica Il primo libro delle opere toscane, dedicato alla moglie di Cosimo I de' Medici, la duchessa Eleonora di Toledo. Il libro comprende 126 sonetti, 13 madrigali, una traduzione dell'Inno di Sant'Agostino alla gloria del Paradiso (in verità da un testo pseudo-agostiniano) in versi sciolti, una traduzione della quinta lamentatio di Geremia, col titolo Orazione di Geremia profeta, in terza rima e l'egloga Europa.

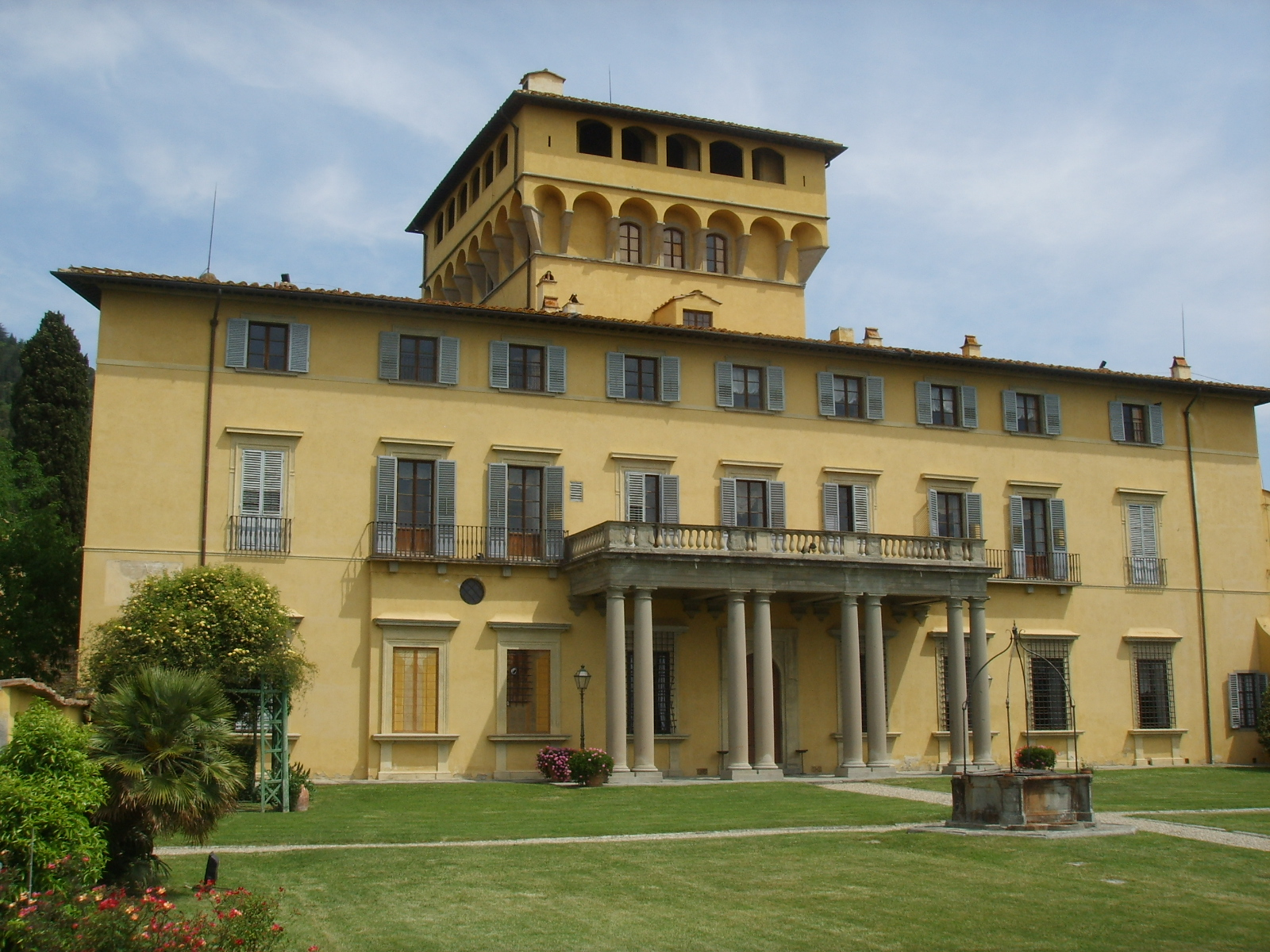
La villa di Maiano

Il libro ricevette un coro di lodi: fu proclamata con molta cortigianeria superiore a Saffo, mentre Bernardo Tasso, allora poeta nella corte urbinate di Guidobaldo della Rovere, la definì «honor d'Urbino». La fama conseguita le aprì le porte dell'Accademia degli Intronati di Siena (col nome accademico di Sgraziata) e, probabilmente, dell'Accademia degli Assorditi di Urbino.
Mentre i sonetti del Primo libro appartengono al filone del petrarchismo cinquecentesco, i Sette salmi penitenziali, pubblicati da Giunti a Firenze nel 1564 e dedicati alla duchessa di Urbino Vittoria Farnese, moglie di Guidobaldo della Rovere, s'inseriscono nel nuovo quadro della letteratura della Controriforma.
Fu in corrispondenza con poetesse del suo tempo, la bolognese Lucia Bertani e la napoletana Laura Terracina, che le indirizzarono poesie, e soprattutto con Benedetto Varchi, che fu per lei un amico e un consigliere letterario. Sono note alcune delle lettere che si scambiarono tra il 1556 e il 1563, nelle quali notizie di carattere privato si uniscono a osservazioni di stile letterario.

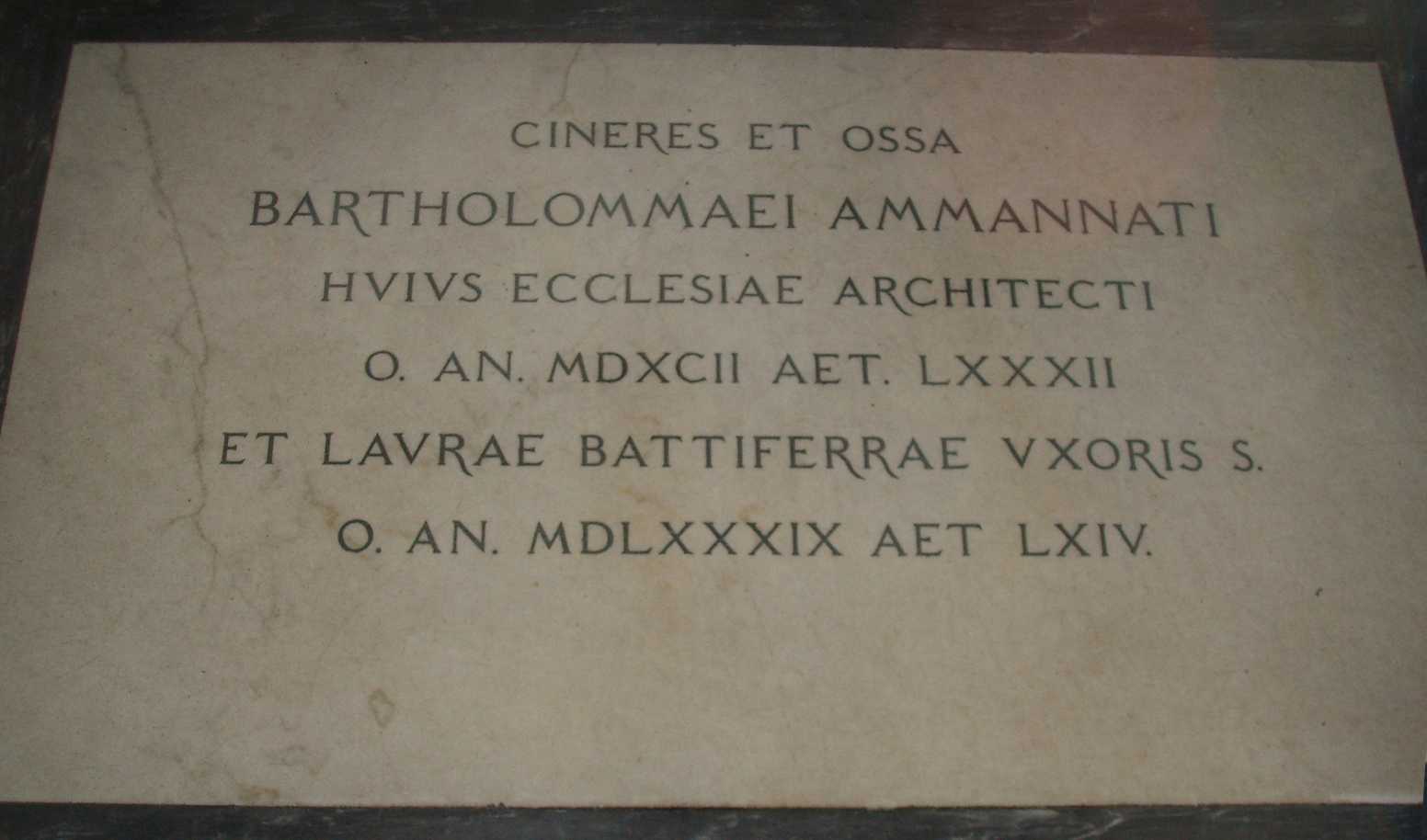
Targa del sepolcro dell'Ammannati e della Battiferri

Laura Battiferri, deceduta a Firenze nel novembre del 1589, è sepolta insieme con il marito nella chiesa di San Giovannino, allora tenuta dai Gesuiti, dei quali la poetessa era molto devota.
L'unica opera letteraria in prosa della Battiferri a noi pervenuta è una Orazione sopra il natale di Nostro Signore, tuttora inedita se si eccettua una traduzione inglese.

## Ritratto
Il suo ritratto del Bronzino, dipinto nel 1550-55, è uno dei migliori esempi del genere del ritratto, è definito "uno dei ritratti femminili più sbalorditivi del Rinascimento". È di profilo, riferendosi in memoria ai ritratti di scrittori trecenteschi come Dante o Petrarca, nonché alle immagini medaglioni del Quattrocento. Tiene in mano un libro aperto, puntando il dito contro il sonetto di Petrarca alla sua amata Laura, sua omonima. Sonetto LXIV scritto su una pagina — «Se voi potesti per turbati segni…», на другой — CCXL — «I’o pregato Amor, e 'l ne riprego…».
Anton Francesco Grazzini (il Lasca) scrisse un sonetto su questo ritratto, indirizzandolo al Bronzino:
Angelo esser devea, se non che 'nvano 

Era, ogni sua fatica, ogni opra, ogni arte; 

Non può cosa divina, in nulla parte 

Essere ritratta mai da mortal Mano:

Dunque voi spirto angelico, e sovrano 

Potete sol pingendo, a parte, a parte 

Ritrar le Grazie in lei diffuse, e sparte 

Ove ogni altro Pennel sarebbe vano:

Come gl'Occhi sereni, e 'l santo 

Viso, Occhio terren sarìa stato possente 

Poter mai rimirare intento, e fiso?

Beato voi, cui solo il Ciel consente 

Il senno, e la beltà di Paradiso,

Far conta, e chiara alla futura Gente.
Bronzino risposte:
Lasca gentil l'alto favor, che 'n mano 

Lo stil mi pose, onde a vergar le carte 

Vi trae cortese, e caldo affetto, e 'nparte 

Dal ver, per troppo amore, vi fa lontano;

Non per ch'io degno, o, che forse altro humano 

Miglior di me ne fosse, ame conparte 

Dono intero di lui, non merto, o d'Arte, 

C'ha d'ogni grazia a pien l'arbitrio in mano.

Ei sol mi guida, e se da me diviso 

Non sia, ma regga, e la mano, e la mente 

Fin, ch'io giunga felice al fin prefiso,

Vi giuro, che per mio voler non sente 

D'alzarsi l'Alma a sì grand'opra assiso 

Se non d'humil seguirla, e reverente.

## Opere

### Edizioni originali
- Il primo libro delle opere toscane, Firenze, Giunti, 1560
- I sette salmi penitenziali tradotti in lingua toscana con gli argomenti ed alcuni sonetti spirituali, Firenze, Giunti, 1564.

### Edizioni moderne
- C. Gargiolli (a cura di), Lettere a Benedetto Varchi, Bologna, Gaetano Romagnoli, 1879.
- E. M. Guidi (a cura di), Il primo libro delle opere toscane, Urbino, Accademia Raffaello, 2000
- E. M. Guidi (a cura di), Sette salmi penitenziali di David, Urbino, Accademia Raffaello, 2005